# Nancy Pelosi
Nancy Pelosi   (Baltimore, 26 de març de 1940), de nom complet Nancy Patricia Pelosi i nascuda Nancy Patricia D'Alesandro, és una política estatunidenca. Membre influent del Partit Demòcrata, és l'actual presidenta de la Cambra de Representants dels Estats Units, d'ençà de les eleccions del 2019, i va ser la primera dona de la història a ocupar el càrrec. És la representant del 8è districte electoral de Califòrnia des del 1987. Ha estat inclosa en diverses ocasions en la Llista Forbes de dones poderoses.